# Извицкая, Изольда Васильевна
Изо́льда Васи́льевна Изви́цкая (21 июня 1932, Дзержинск — 1 марта 1971, Москва) — советская киноактриса.
На протяжении своей недолгой жизни снялась в более чем двух десятках кинокартин. Наиболее известной её киноролью является роль Марютки в кинофильме «Сорок первый» (1956), который был удостоен специальной награды X Каннского кинофестиваля (1957). Являлась членом Советского комитета защиты мира, Ассоциации по культурным связям со странами Латинской Америки и Комитета молодёжных организаций СССР.

## Биография

### Происхождение
Изольда Извицкая родилась 21 июня 1932 года в городе Дзержинске тогдашнего Нижегородского края (ныне Нижегородская область). По крайней мере, этот город указан местом её рождения в различной литературе. Местный краевед С. М. Шальнов и начальник отдела культуры Дзержинской мэрии В. Постнов уточняли, что Извицкая была родом из Москвы, а в Дзержинск их семья приехала в 1934 году.
Её отец Василий Герасимович Извицкий был химиком, а мать Мария Степановна имела педагогическое образование. Отец работал в Дзержинске на заводе имени Свердлова, а мать — в Доме пионеров. Редкое имя Изольда, которое они дали своей дочери, в переводе с кельтского означает «красавица», «та, которой любуются».

### Творческая карьера
В средней школе занималась в драматическом кружке (там же в это время начинала театральную карьеру известный в будущем театральный деятель Татьяна Цыганкова). По окончании школы № 2 Извицкая отправилась в Москву и с первой попытки поступила на актёрский факультет ВГИКа, где обучалась в творческой мастерской профессора Б. В. Бибикова. Училась вместе с Татьяной Конюховой, Юрием Беловым, Руфиной Нифонтовой, Валентиной Березуцкой, Леонидом Пархоменко, Майей Булгаковой, Маргаритой Криницыной, Валентиной Владимировой, Геннадием Юхтиным, Надеждой Румянцевой, Артуром Нищёнкиным, Марией Кремнёвой, Валентином Брылеевым. Окончила ВГИК в 1955 году.
Будучи студенткой третьего курса, дебютировала в роли официантки Настеньки в приключенческом фильме «„Богатырь“ идёт в Марто» (реж. Е. Брюнчугин и С. Ф. Навроцкий), снятом в 1954 году на Киевской киностудии. В том же году кинорежиссёры А. Алов и В. Наумов поставили на Киевской киностудии фильм «Тревожная молодость», где Извицкая сыграла роль Кэтрин. Затем актриса снималась в роли Маши Комаровой в кинокомедии «Доброе утро» (реж. А. В. Фролов) и в роли Анны Залогиной в драме «Первый эшелон» (реж. М. К. Калатозов), снятых в 1955 году на киностудии Мосфильм.

#### «Сорок первый»

Постер к кинокартине «Сорок первый» с изображением Марютки (И. Извицкой) на первом плане. Худ. Б. А. Зеленский, 1956 год.

В 1956 году кинорежиссёр Г. Н. Чухрай поставил на киностудии Мосфильм героико-революционную драму «Сорок первый», что стало второй экранизацией одноимённой повести Б. А. Лавренёва. Чухрай пригласил Изольду Извицкую на роль красноармейки Марютки. Её партнёром по роли белогвардейца Говорухи-Отрока выступил О. А. Стриженов.
На фильм пробовались парами: Извицкая со Стриженовым и Ю. В. Яковлев с С. Н. Харитоновой. Последние не прошли пробы. Киновед и кинокритик А. Н. Медведев писал: «Не знаю, может быть, это уже воздействие фильма, но мне и в пробах больше понравились Стриженов и Извицкая. Говорили, И. А. Пырьев очень настаивал на том, чтобы снимался дуэт Яковлев — Харитонова». По свидетельству СМИ, худсовет долго не хотел утверждать Извицкую на главную роль.
Свою героиню Извицкая сыграла с большим драматизмом. Анализируя игру актёров, кинокритик и киновед, доктор искусствоведения Р. Н. Юренев писал:
Изольда Извицкая успешно преодолевает большие трудности роли девушки-партизанки. Её характер тоже строится на контрастах: внешняя грубость — и девичья чистота, малограмотность — и житейская мудрость, суровость — и нежность. Извицкая и Стриженов прекрасно играют напряжённый дуэт, в котором растущая любовь не сближает, а отталкивает двух молодых людей, столь непоправимо разных по мироощущению, языку, убеждениям и стремлениям. Влюблённость, сближение, счастье, откровенность, ссора, примирение и трагический финал — все перипетии обычной и необычной, счастливой и несчастной любви Марютки к своему непримиримому врагу — сыграны молодыми актёрами с настоящим чувством и хорошим мастерством.
Картину посмотрело около двадцати пяти миллионов человек. На X Международном Каннском кинофестивале, состоявшемся в 1957 году, кинофильму «Сорок первый» присудили специальную премию «За оригинальный сценарий, гуманизм и высокую поэтичность». Портрет актрисы появился на обложках журнала New York Magazine и газеты Le Parisien libéré, а также журнала «Советский экран». В честь Извицкой в Париже открыли кафе «Изольда».

### Смерть
После того как актрису перестали приглашать для участия в съёмках, работала в Театре киноактёра.
Пережив многочисленные неурядицы, брошенная мужем, Извицкая умерла от длительного голодания на фоне хронического алкоголизма, которым она страдала все последние годы. Тело актрисы было обнаружено 1 марта 1971 года в её квартире, предположительно, более чем через неделю после смерти. По словам актрисы Татьяны Гавриловой в документальной программе «Чтобы помнили» (ведущий Леонид Филатов), Изольда Васильевна не отвечала ни на звонки по телефону, ни на звонки и стуки в дверь ещё с 23 февраля. Заподозрив неладное, Татьяна Гаврилова сообщила в милицию, которой удалось разыскать Эдуарда Бредуна, который и обнаружил актрису мёртвой. Извицкой было 38 лет. Похоронена на Востряковском кладбище (129 участок).

### Личная жизнь
Извицкой предоставили квартиру в столице, в районе Мосфильмовской улицы.
В ноябре 1954 года она вышла замуж за актёра Эдуарда Бредуна, брак оказался бездетным. В январе 1971 года Бредун, собрав свои вещи, переселился к некой продавщице ковров, знакомой жены.
До брака с Бредуном она жила в неофициальном браке с актёром Раднэром Муратовым.

## Память
- На стене дома № 4 по переулку Жуковского в городе Дзержинске, где актриса провела свои детство и юность, установлена мемориальная доска[2].

## Роли в кино
| Год  |     | Название                   | Роль                             |
| ---- | --- | -------------------------- | -------------------------------- |
| 1954 | ф   | «Богатырь» идёт в Марто    | Настенька                        |
| 1954 | ф   | Тревожная молодость        | Кэтрин                           |
| 1955 | ф   | Первый эшелон              | Анна Залогина                    |
| 1955 | ф   | Доброе утро                | Маша Комарова                    |
| 1956 | ф   | Сорок первый               | Марютка Басова (Мария Филатовна) |
| 1957 | ф   | К Чёрному морю             | Ирина Кручинина                  |
| 1957 | ф   | Неповторимая весна         | Анна Бурова                      |
| 1957 | ф   | Поэт                       | Ольга Данилова                   |
| 1957 | ф   | Коммунист                  | эпизодическая роль               |
| 1958 | ф   | Отцы и дети                | Феничка                          |
| 1958 | ф   | Очередной рейс             | Ксения                           |
| 1959 | ф   | Человек меняет кожу        | Маша Полозова                    |
| 1960 | ф   | Человек с будущим          | Лёля                             |
| 1961 | ф   | Мир входящему              | регулировщица Клава              |
| 1962 | ф   | Цепная реакция             | Надя                             |
| 1962 | ф   | Армагеддон                 | Наталица                         |
| 1964 | ф   | Вызываем огонь на себя     | Паша                             |
| 1965 | ф   | Деловая женщина / Жена     | Имя персонажа не указано         |
| 1966 | ф   | По тонкому льду            | Оксана                           |
| 1966 | ф   | Авдотья Павловна           | Нюра                             |
| 1966 | ф   | Мечта моя                  | Людмила                          |
| 1968 | кор | Люди, как реки…            | Галина                           |
| 1969 | ф   | Каждый вечер в одиннадцать | Женя                             |